# 海沧商务中心站
海沧商务中心站（廈門話：/hai˥˥ t͡sʰŋ̍˥˥ siɔŋ˧˧ bu˧˧ tiɔŋ˧˧ sim˥˥/）位于中华人民共和国福建省厦门市海沧区滨湖路地下，是厦门轨道交通2号线的地铁车站，于2019年12月25日开通运营。